# رژ لب صورتی
رژ لب صورتی (انگلیسی: Pink Lipstick) یک مجموعه تلویزیونی محصول کره جنوبی با بازی پارک اون هه به سفارش بنگاه پخش مونهوا می‌باشد که در ۱۴۹ قسمت تهیه شده‌است.